# 伯傑 (密蘇里州)
伯傑（英語：Berger）是位於美國密蘇里州富蘭克林縣的城市。

## 人口
根據2020年美國人口普查的數據，伯傑的面積為0.81平方千米，皆為陸地。當地共有人口256人，而人口密度為每平方千米316人。